# David Peace
David Peace (* 1967) je anglický spisovatel. V roce 1991 odešel do Istanbulu, kde se věnoval vyučování angličtiny (roku 1994 odešel za stejným cílem do Tokia). Je autorem čtyř románů, patřících do celku Red-Riding Quartet, které se zabývají policejní korupcí a jsou zasazeny do doby, kdy vraždil Peter Sutcliffe, zvaný Yorkshirský Rozparovač (1975–1980). Patří sem knihy Nineteen Seventy-Four (1999), Nineteen Seventy-Seven (2000), Nineteen Eighty (2001) a Nineteen Eighty-Three (2002). Televize Channel 4 představila roku 2009 třídílnou sérii nazvanou Red Riding, která je knihami inspirována. Rovněž je autorem životopisné knihy The Damned Utd, která se zabývá fotbalistou Brianem Cloughem. Mezi jeho další romány patří GB84 (2004), Tokyo Year Zero (2007) a Red or Dead (2013). Spolu se svou japonskou manželkou má dva syny.